# Lípy u kostela v Přílezech
Lípy u kostela v Přílezech je trojice památných stromů, lip malolistých (Tilia cordata), která roste v rohu hřbitova kostela svatého Bartoloměje v Přílezech, části obce Útvina v okrese Karlovy Vary. Jedná se spíše o dvě semknuté, dodatečně srostlé dvojice stromů.
Štíhlé sloupcové kmeny mají obvody 384 cm, 280 cm a 272 cm. Vysoko nasazené vzájemně se doplňující koruny sahají do výšky 24 m (měření 2014).
V době vyhlášení památnými stromy bylo jejich stáří odhadováno na 150 let. Za památné byly stromy vyhlášeny v roce 1986 jako součást kulturní památky a stromy významné vzrůstem.

## Stromy v okolí
- Lípa v Odolenovicích
- Svinovské duby
- Dub u kaple v Číhané
- Chodovský buk
- Jabloň u Českého Chloumku